# سانتا خوانا
سانتا خوانا هي مدينة وبلدية تابعة لمقاطعة كونثبثيون في منطقة بيو بيو في تشيلي. تقع جنوب وغرب نهر بيو بيو في وادي ساتيراي وعلى بعد 48 كيلومترًا من كونثبثيون، تشيلي.

## التركيبة السكانية
وفقًا لتعداد عام 2002 الذي أجراه المعهد الوطني للإحصاء، تمتد سانتا خوانا على مساحة 731.2 كيلومتر مربع (282 ميل2) ويبلغ عدد سكانها 12713 نسمة (6357 رجلاً و 6356 امرأة). يعيش منهم 7095 (55.8٪) في المناطق الحضرية و 5618 (44.2٪) في المناطق الريفية. ارتفع عدد السكان بنسبة 6.3٪ (756 نسمة) بين تعدادي 1992 و 2002.